# 川上実津紀
川上 実津紀（かわかみ みずき、1991年〈平成3年〉8月16日 - ）は、日本の女性歌手。「久川 実津紀（くがわ みずき）」名義でのソロプロジェクト「grram」の作詞・作曲・ボーカルであった。大阪府大阪市出身。同志社大学を2014年3月に卒業。血液型はO型。

## 来歴
- 2012年、「grram」のVo.久川 実津紀（くがわ みずき）としてデビュー。

日本テレビ系列アニメ『名探偵コナン』のEDテーマソング「悲しいほど 今日の夕陽 きれいだね」を歌唱するなど活躍する。
- 2013年、grramが久川のソロプロジェクトとなる。
- 音楽活動と平行してラジオパーソナリティとしての活動も多く、デビュー時はFM京都α-STATIONで自身の冠番組「grram street」を1年間担当。
- 2014年4月から1年間、MBSラジオの音楽番組「うたバッカ」の水曜日レギュラーパーソナリティとして「笑福亭鉄瓶と久川実津紀のイマコレバッカ」を担当していた。

- 2014年3月21日には、grramの2周年記念をかねて、ソロ・プロジェクトとなって初めてのワンマンライブを開催。チケットを公演1ヶ月以上前に完売させた。
- 2015年11月28日、大阪hills パン工場で開催したワンマンライブ「grram The Final Live〜心の指すほうへ〜大阪公演」をもって、grramのソロ・プロジェクトを卒業した。
- その後、上京し1年余りの充電期間を経て、2017年1月より川上実津紀に改名し、活動を再開[1]。
- 2018年3月から17Liveでライバーとして活動開始。17Live1周年記念「超ライブ配信祭」にて、女性シンガー賞１位を受賞。その後も月間獲得ポイントが全国10位以内に入るなどし、トップライバーとして活躍。
- 2019年6月、クラウドファンディングによるCD制作プロジェクトを開始し、当初の希望額を大幅に上回る支援額を獲得する。
- 2019年12月14日、フリーとなって初となるワンマンライブ（大阪公演）を京橋ベロニカにて開催する。
- 2020年1月、「川上実津紀」名義での初のミニアルバム『TOKYO DREAMER』を発売。
- 2020年1月25日、ワンマンライブ（東京公演）をBLUE MOODにて開催する。
- 2022年、サザンオールスターズのベース関口和之のソロ作品『FREE-UKES』収録曲「恋する第三京浜」でコーラスを担当する。
- 2022年9月、オリジナル曲「CHANCE!!」が一般財団法人青少年夢応援隊「夢スピーチコンテスト」の主題歌に抜擢される。

## 人物
- 小さい頃から歌うことが大好きであったが、中学・高校時の辛かった頃にマイケル・ジャクソンのライブ映像を見た瞬間、歌うことが夢に変わった。また、誰かに自分がここにいるということを知ってもらいたかったことも歌手を目指したきっかけとなった。
- 小学2年生の頃に洋楽に目覚め、初めてお小遣いで買ったCDは80年代のオムニバスアルバムである。現在までに聴いてストックしてきたCDは5000枚以上。
- 芸術に関するもの全てが好きであると言い、とりわけ映画は、年間平均200本を鑑賞していた時期もあったという。
- 小学生の頃から、友人にコナンオタクと言われるほどの名探偵コナンファンであり、映画公開日や漫画発売日には必ず初日に行くというのが自身のこだわりだという。
- 無類の抹茶好きであり、抹茶関連の飲食物すべてを好んでいる。
- 1人が何より好きだが、本人曰く「仲の良い友達となら思い切りはしゃげる」。
- 事務所に入る以前から、出身学校が同じということから始まりChicago Poodle（grramの楽曲制作に関与）の大ファンであった。
- 2010年には、今宮戎神社（大阪市）の2011年「福娘」（45名）および「福娘代表」（4名）の内の1名に選出された。また、同じ代表に、当時学生であった斎藤真美（ABCアナウンサー）がいた[2]。
- 子供の時に最初にしゃべった言葉が「カメ」でそこから亀が好きになり、亀グッズを集めている。

## 作詞
- リアルな日常を切り取った詞の世界観に特徴があり、目に見えない感情を言葉にして歌う。
- 音楽を始める前から短い詩をノートにたくさん書き溜める習慣があった。それは言葉での表現そのものが好きだったことと、辛くても人に言えない気持ちをどこかにぶつけたいという思いがあったことが理由[3]。
- 心で感じて書くことを何より大切にしている。言葉に関して自分なりの表現の仕方を探すことや、歌ったときの音の響き方も重視している。
- 実体験を書く場合は、その頃に自分が過ごしていた場所、見ていた風景、感じていた想いなどが、ほとんどそのまま戻ってくる。
- 「悲しいほど今日の夕陽きれいだね」の1曲を除いた全ての曲の作詞を手がけている。

## 作曲
詩を書き始めると同時に、浮かんだメロディをボイスレコーダーに吹き込み始めた。
現在はメロディの断片が800以上溜まっている。
ソロプロジェクトになってからは作品として採用されており、まだ音源化はされていないが既に数曲がライブで披露されている。
- 久川実津紀の作曲作品一覧

「月夜に願いを」「かけがえのないものひとつ」「夢は夢のままで」「ヒカリを求めて」

## 出演

### ラジオ
- grram street（α-station、土曜日23:00、2012年4月7日 - 2013年3月）
- うたバッカ （MBSラジオ、水曜日25:30〜、2014年4月2日 - 2015年3月25日）
- 川上実津紀の映画と音楽、これが好き!（レインボータウンFM、日曜16:00～16:30）
- 幸せ de Night!!（レインボータウンFM、日曜日22:00～22:30） - 菅生新と共に司会
- 川上実津紀のDreamers Talk!!（奈良FMハイホー、金曜日21:00～21:30）
- 笑顔のデザイン（渋谷クロスFM、第4・第5土曜日12:00〜12:50）
- SHIBUYA VOICE（渋谷クロスFM、毎週火曜日15:00〜15:50）

### 新聞
- 学生新聞